# 根性青蛙
《根性青蛙》，是吉澤保己在《週刊少年JUMP》上連載的日本漫畫作品。兩度改編成電視動畫版，並在1982年被翻拍為動畫電影版，3月20日上映。2015年推出真人版電視劇。

## 背景設定
青蛙「平吉」出現的場景是以東京練馬區石神井公園為原型的公園，此為圍繞著此公園鄰近地帶所發生的故事。

## 電視動畫

### 主要角色
- 小宏（配音：野澤雅子（日本）、譚淑英（香港））

此作品的主角。中學二年級生，討厭唸書，時常被罰站在走廊。頭上經常戴著一支墨鏡。某日，因不小心在公園絆倒，壓到一隻青蛙而將青蛙黏進自己的衣服。
- 平吉（配音：千千松幸子（日本）、賴雪芬（香港））

在公園被不小心絆倒的小宏壓到，黏進衣服而成為一隻「平面蛙」。和人類有著相同模式的思考、情感，經常和小宏共同行動，被小宏的母親視如己出。其後因日久生情愛上小宏家的母貓瑪莉亞。
- 吉澤京子（配音：1972版─栗葉子、1981版─黑須薰（日本）、黃小英（香港））

小宏的女朋友。後來才轉校到小宏的班級。家境富裕、性格活潑，因而常和小宏激烈爭吵。
- 五郎（配音：高橋和枝、黃鳳英（香港））

崇拜小宏的一年級學弟。對青蛙平吉多所退讓。
- 五利良芋太郎（配音：1972版─立壁和也、1981版─青空球兒）

小宏的學長，三年級，在單親家庭中長大。身材挺拔魁梧，喜歡穿木屐，在學生群中有著老大的架勢。疼愛著小宏家中飼養的貓「瑪利亞」。
- 佐川梅三郎（配音：1972版─原田一夫、1981版─難波圭一）

小宏家附近壽司店「寶壽司」的老闆。暗戀小宏學校的良子老師，時常搬梯子偷看良子老師上課。
- 山中良子（配音：武藤禮子）

小宏學校的美女英語老師（原作為國語）。在當地的大人小孩之中都極受歡迎。平日穿著現代服裝，但去「寶壽司」店時多穿著和服。
- 町田老師（配音：永井一郎）

小宏學校教古文的男老師（原作為教社會科）。
- 小宏母親（配音：1972版─小原乃梨子、1981版─齊藤昌）

在清寒的經濟條件下獨自一人將小宏扶養長大。是個既嚴格又開明的母親。
- 瑪莉亞

小宏家的母貓。小貓時期即被五利良芋太郎保護，但因無法飼養而交給小宏。名字亦是五利良所命名。

### 製作人員
- 原作：吉澤保己（日语：吉沢やすみ）
- 作畫導演：小林治、芝山努
- 攝影導演：清水達正
- 美術導演：小林七郎
- 錄音導演：山崎明
- 剪輯：井上和夫
- 配樂：廣瀬健次郎
- 總製作：岡部英二（第1～8回）、長濱忠夫（第9～最終回）
- 攝影：黑木敬、若菜三樹雄、小山信夫、伊藤晃、熊瀬哲郎、渡辺丈之、萩原亨、小林恒夫、野村隆
- 效果：片岡陽三
- 錄音技術：中里勝範→三浦千治→星野敏昭
- 演出助手：田中実、高屋敷英夫、三家本泰美、向坪利次、棚橋一徳
- 剪輯助手：寺田加代子
- 製作協力：SHIN-EI動畫、映音、東京現像所
- 製作：朝日放送（ABC電視台）、東京Movie

## 電影劇場版
1982年，《根性青蛙》被翻拍為電影劇場版，片名為《新・ど根性ガエル ど根性夢枕》，於同年的3月20日上映。

### 製作人員
- 製作：藤岡豐
- 原作：吉澤保己（日语：吉沢やすみ）
- 劇本：川島明
- 劇本協力：高屋敷英夫、桜井正明、金春智子
- 配樂：小六禮次郎
- 製片人：加藤俊三
- 作畫導演：小林治
- 導演：芝山努
- 美術導演：水谷利春
- 撮影導演：高橋宏固
- 錄音導演：加藤敏
- 選曲：鈴木清司
- 作画：後藤真砂子、石井文子、若山佳治、加藤鏡子、若山佳幸
- 背景：小林production
- 攝影：高橋production
- 錄音技術：飯塚秀保
- 音響效果：糸川幸良
- 剪輯：鶴渕允壽、高橋和子
- 造型：高具秀雄
- 色指定：伊藤純子
- 製作進行：柳内一彦、橫溝隆久、野崎公明、大津謙
- 文藝擔當：飯岡順一
- 製作擔當：青野史郎
- 錄音：東北新社
- 發行：東寶東和

## 電視劇版
2015年6月，日本電視台公布於7月播出改編自1970年代漫畫《根性青蛙》的同名電視連續劇，於每週六日本時間21:00 - 21:54週六連續劇時段播出，由松山研一主演。

### 製作概要
雖為以漫畫原作為基礎，但真人電視劇採用全新的原創故事，並將故事背景的發生時間設定為原作的16年後，即原作漫畫中14歲的主角阿宏（松山研一 飾）被設定為30歲，意即其他角色包括京子（前田敦子 飾）、町田校長（緒方義博 飾）、梅先生（光石研 飾）等設定也是16年後的時空。劇中主角阿宏身上衣服的青蛙「蹦吉」，配音者為滿島光，青蛙將以電腦後製呈現。此劇亦是松山研一自2009年《守財奴》之後睽違6年再度主演的民間電視台連續劇。
此劇同名片頭曲〈根性青蛙〉由劇中松山研一、滿島光、前田敦子、藥師丸博子、勝地涼、新井浩文、光石研、白羽優里、緒方義博、白石加代子，共10位演員一同演唱。

### 主要角色
- 宏（Hiroshi）：松山研一

30歲，茶來伸手飯來張口的啃老族。
- 青蛙蹦吉（聲音演出）：滿島光

和主角一起生活的平面蛙。身上開始產生異變，擔心自己壽命。
- 京子：前田敦子

29歲，離過一次婚，宏喜歡的對象。
- 媽媽：藥師丸博子

50歲，Hiroshi的母親，在五利良芋的麵包工廠工作。
- 五郎：勝地涼

29歲，警察，宏的學弟。
- 五利良芋：新井浩文

31歲，麵包工廠老闆。
- 梅：光石研

52歲，壽司店老闆，單身。暗戀良子老師。
- 良子老師：白羽優里

40歲，感覺不出年齡的學校老師。
- 町田校長：緒方義博（日语：でんでん）

64歲，校長。
- 京子的奶奶：白石加代子（電視劇原創角色）

72歲，和孫女京子同住。

### 與原著相異點
- 除了梅的年齡與原著相差不大（原著與動畫的年齡約43歲到46歲），所有登場人物比原著年齡大16歲。
- 原著中學時代宏擔任的「南老師」未登場，改為良子老師。
- 良子老師從教英文科變成教國語科。
- 宏的母親沒有配帶眼鏡，頭髮是下垂的。
- 五利良芋的家業從魚店變成麵包店。

### 製作人員
- 劇本：岡田惠和
- 配樂：嵜田肇（サキタハヂメ）
- 導演：菅原伸太郎、狩山俊輔
- 總製作人：伊藤響
- 製作人：河野英裕、大倉寬子
- 製作：AXON（日语：日テレアックスオン）
- 出品：日本電視台

### 獎項
- 2015年銀河賞9月分月間賞
- Oricon第1回CONFiDENCE日劇大獎 助演女優賞：滿島光（青蛙蹦吉）[8]
- 放送批評懇談會（日语：放送批評懇談会）銀河賞電視劇部門9月分月間賞
- 第86回日劇學院賞 助演女優賞：滿島光（青蛙蹦吉）[9]

### 播出日程與收視率
| 集數                                                    | 播出日期 | 標題                                                                                       | 導演       | 收視率 |
| ------------------------------------------------------- | -------- | ------------------------------------------------------------------------------------------ | ---------- | ------ |
| 1                                                       | 7月11日  | 伝説マンガが実写化！ダメ男と平面ガエルが大暴れ! 傳說的漫畫真人化！沒用男與平面青蛙大暴走！ | 菅原伸太郎 | 13.1%  |
| 2                                                       | 7月18日  | ひろしが泥棒！？ピョン吉大追跡！ 宏是小偷！？蹦吉大追蹤！                                  | 菅原伸太郎 | 08.5%  |
| 3                                                       | 7月25日  | 決死のパン作り!初月給で親孝行 不顧一切製作麵包！用第一個月薪孝親                           | 狩山俊輔   | 06.4%  |
| 4                                                       | 8月01日  | 雷雨決行!父に捧げる花火大会！！ 雷雨決行！獻給父親的煙火大會！！                           | 狩山俊輔   | 08.7%  |
| 5                                                       | 8月08日  | バカ社長 VS.悪徳社長！20円の攻防 笨蛋社長 VS.惡德社長！20萬的攻防                          | 菅原伸太郎 | 07.0%  |
| 6                                                       | 8月15日  | ピョン吉、命の終わり。別れの時 蹦吉，生命之終結。離別的時刻                                | 菅原伸太郎 | 07.0%  |
| 7                                                       | 8月29日  | ピョン吉別れ旅！カエルに戻る日 蹦吉分離之旅！青蛙回來的那天                                | 丸谷俊平   | 06.3%  |
| 8                                                       | 9月05日  | 16年の恋に決着！死ぬなピョン吉 16年之戀的決定！別死啊蹦吉                                  | 菅原伸太郎 | 06.3%  |
| 9                                                       | 9月12日  | ピョン吉最後の日！最後のど根性 蹦吉最後之日！最後的拼勁                                    | 鈴木勇馬   | 07.1%  |
| 10                                                      | 9月19日  | 消えた!?復活!?ピョン吉の未来 消失了！？復活！？蹦吉的未來                                  | 菅原伸太郎 | 08.0%  |
| 平均收視率7.98%（收視率由Video Research於關東地區統計） |          |                                                                                            |            |        |

- 註：8月22日日本電視台播出一年一度特別節目《24小時電視 「愛心救地球」》，因而暫停一週。